# Far Away Eyes
"Far Away Eyes" er den sjette sang på rock ’n’ roll bandets The Rolling Stones 1978 album Some Girls.
Mick Jagger og Keith Richards skrev denne sang, og indspillede den sent i 1977.  The Stones, livslang country fans, har inkluderet mange aspekter af dette i denne sang. Denne medførte specielt Ron Woods brug af Pedal steel guitar til solo og højdepunkter, et instrument der blev brugt i andre sange på albummet som for eksempel “Shattered”, og “When the Whip Comes Down”. Også interessant er den langsomme rytme fra Charlie Watts og Bill Wyman. Richards spillede akustisk og elektrisk guitarer, ligesom han deler klaverspillet med Jagger. 
Sangteksten fortæller om det simple liv, og muligheden for at finde kærligheden er fyldt med udfordringer:
| Citat | So if you're down on your luck and you can't harmonize, Find a girl with far away eyes, And if you're downright disgusted and life ain't worth a dime, Get a girl with far away eyes | Citat |
|       | |       |

Versene i sangen bliver halvt sunget, halvt snakket med Jagger som bruger en sydamerikanske accent: 
| Citat | I was driving home early Sunday morning through Bakersfield, Listening to gospel music on the colored radio station, And the preacher said 'You know, you always have the Lord by your side', And I was so pleased to be informed of this, That I ran 20 red lights in his honor, Thank you Jesus, thank you Lord | Citat |
|       | |       |

I et interview fra 1978 med Rolling Stone margazine siger Jagger:" Man kører gennem Bakersfield en søndag morgen eller søndag eftermiddag – det gjorde jeg for seks måneder siden – alt den country musik radio stationerne spiller. Det er det sangen hentyder til. Men sangen er handler i virkelighed som at kører alene, lytte til radioen .” Om inspirationen fortæller Jagger:” Jeg vil ikke sige at sangen er speciel inspireret af Gram Parsons. Ideen med country musik spillede underfundig mellem os – Gram har det i ”Truck Drivin' Man”, og vi har den der sardoniske tone.” Spurgt af interviewer om pigen i sangen var virkelig:” Ja, hun er virkelig, hun er en virkelig pige .”
The Rolling Stones have optrådt med sangen spredt siden dens introduktion, seneste på deres A Bigger Bang Tour i 2006. Imidlertid er den aldrig blevet udgivet på noget live album.
Nummeret er b-side til "Miss You".

### Fodnote
1. 1 2  "Far Away Eyes". Arkiveret fra originalen 18. august 2007. Hentet 2. oktober 2007.